# 佩恩镇区 (艾奥瓦州约翰逊县)
佩恩鎮區（英語：Penn Township）是位於美國愛荷華州約翰遜縣的一個行政鎮區。

## 地方資料
根據2010年美國人口普查的數據，佩恩鎮區的面積為59.58平方千米，當中陸地面積為55.02平方千米，而水域面積為4.56平方千米。當地共有人口23549人，而人口密度為每平方千米395.25人。